# Trigonodes anfractuosa
Trigonodes anfractuosa là một loài bướm đêm trong họ Noctuidae.